# Alpenverein Südtirol

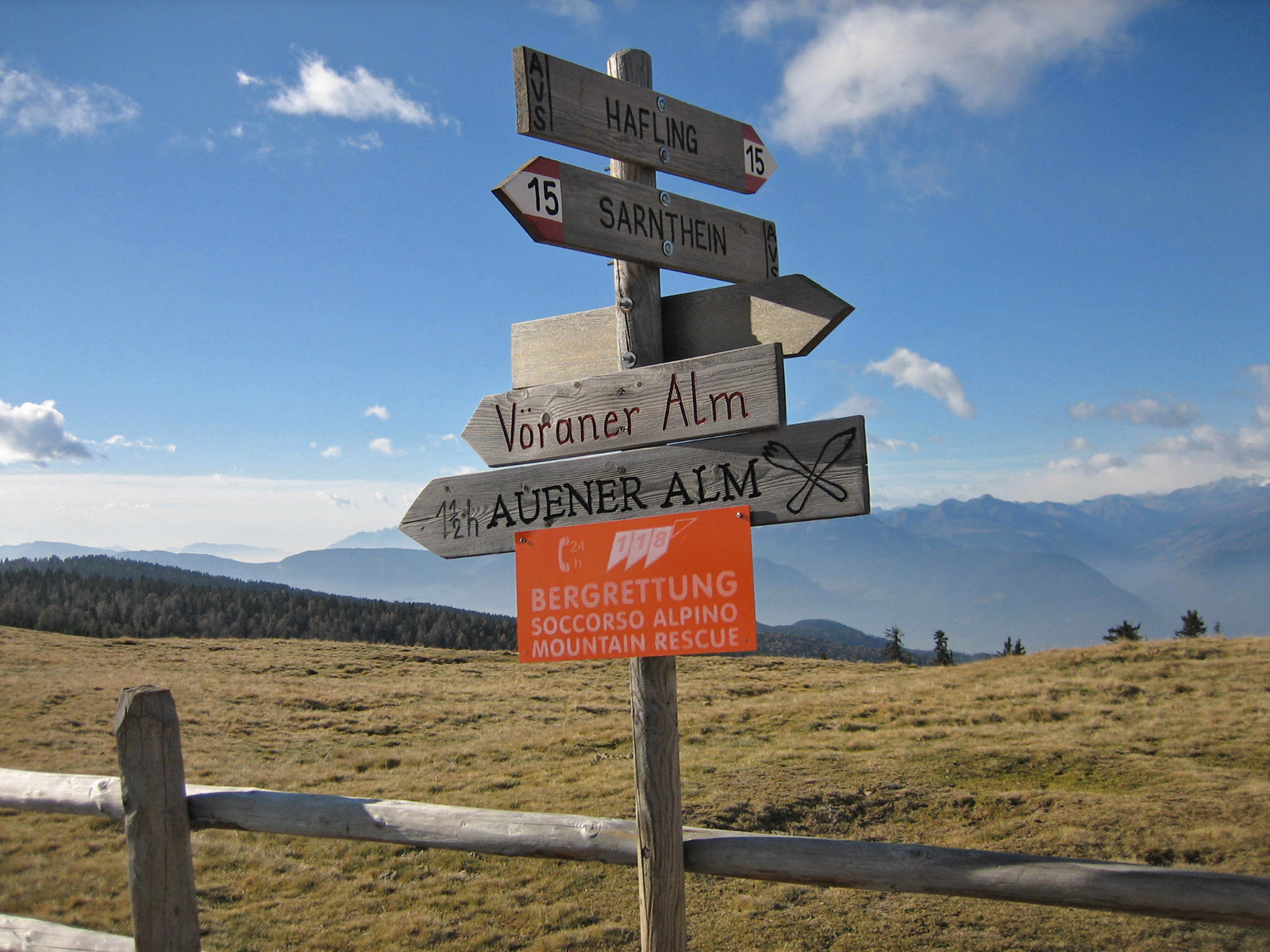
Tipico esempio di cartello segnaletico dei sentieri (esclusivamente in lingua tedesca), gestito dall'AVS

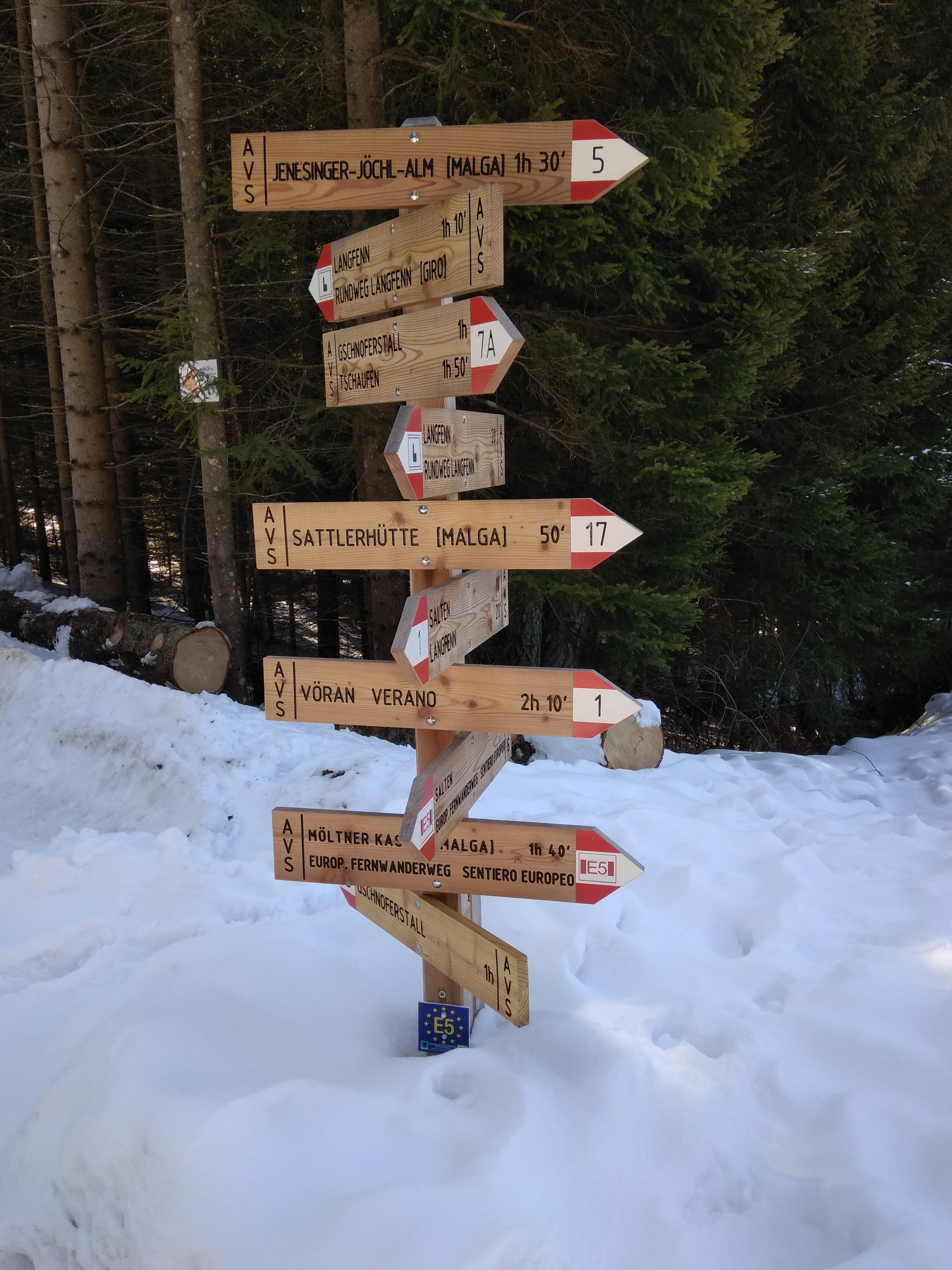
Cartelli segnaletici dell'AVS bilingui di montagna, 2018

L'Alpenverein Südtirol (AVS) (in italiano Club Alpino Altoatesino) è il club alpino di lingua tedesca e ladina dell'Alto Adige, associazione con sede a Bolzano fondata nel 1945.

## Storia
In realtà l'associazione ha una sua precedente origine dal Deutscher und Österreichischer Alpenverein. Nel 1869 a Bolzano e a Villabassa (Alta Pusteria), nel 1870 a Merano e nel 1875 a Bressanone si fondarono le prime sezioni locali del DuÖAV; nel 1910 le sezioni diventarono 15, e gestivano ben 19 rifugi. Dopo la fine della prima guerra mondiale e all'annessione del Tirolo meridionale all'Italia nel 1919, l'AVS fu dapprima espropriata dei suoi rifugi e poi vietata sotto il fascismo nel 1923. Solo il 31 dicembre 1945, dopo la fine della seconda guerra mondiale, gli Alleati permisero la rifondazione dell'associazione che fu attiva dal 14 giugno 1946.
L'AVS ha la sua sede a Bolzano, in via Giotto 3 (dopo essere stato per decenni in galleria Vintler 16) e conta 42.800 soci (al 31 ottobre 2006). L'associazione è suddivisa in 32 sezioni e 59 divisioni locali.
L'associazione gestisce molti rifugi sulle cime dell'Alto Adige e soprattutto gestisce e mantiene le segnaletiche dei sentieri, che nel 2010 furono oggetto di contesa, sull'argomento della toponomastica bilingue.
Assieme alle associazioni gemelle tedesche e austriache l'AVS pubblica l'annuario Berg - Alpenvereinsjahrbuch.
Dal 2009 coorganizza il Festival della montagna International Mountain Summit, che si tiene annualmente a Bressanone.